# 诗歌基金会
诗歌基金会（英語：The Poetry Foundation）是美国的一个致力于向大众传播诗歌的文学社团。基金会最初由《诗刊》杂志创建，并在2003年得到了慈善家露丝·礼来的2亿美元捐赠。
根据其网站上的描述，诗歌基金会的宗旨是"促进诗歌在我们文化中的多元存在。发现与欣赏美好的诗歌，并尽可能的将它们呈现于大众视野。" 为了推进这一目标，基金会还运作了一个名为 Harriet 的博客。 代表诗歌基金会在 Harriet 博客中发表作品的诗人包括：克里斯蒂安·伯克、斯蒂芬妮·伯特、旺达·科尔曼、夸梅·道斯、灵定、卡米尔·邓吉、安妮·芬奇、福雷斯特·甘德、里戈贝托·冈萨雷斯、凯茜·帕克·洪、巴努·卡皮尔、安格·姆林科、艾琳·迈尔斯、克雷格·桑托斯·佩雷斯、A.E.斯托林斯、埃德温·托雷斯、帕特里夏·史密斯。此外，基金会也为诗歌与诗人提供多种奖项。并且也时常组织研学会、读书会、展览，并拥有一个诗歌图书馆。
诗歌基金会属于非盈利的，慈善性质的501(c)(3)组织。

## 历史
诗歌基金会的前身是创建于1941年的现代诗歌协会（Modern Poetry Association，《诗刊》杂志的前出版商）。 哈丽特·门罗于1912年创建了《诗刊》杂志，直至1936年去世为止，她一直担任改杂志的出版商。如今，诗歌基金会是全球最大的文学基金会之一。
2003年，《诗刊》杂志接收了来自慈善家露丝·礼来的2亿美元捐赠，在这笔捐赠之前，礼来就已经为该杂志带来了许多贡献。
《诗刊》杂志在2001年就得知将受到资助，在捐赠正式宣布之前，杂志花费一年时间重组了筹款理事会。诗歌基金会成立于这一时间，在《诗刊》杂志担任20年编辑的约瑟夫·帕里西成为了该基金会的首任领导者，年轻的诗人和批评家克里斯蒂安·维曼接替了帕里西的编辑工作。
约瑟夫·帕里西在工作数月之后就离开了基金会。随后理事会通过招聘机构联系了约翰·巴尔，一位华尔街前高管，同时也是一位出版诗人，来领导这个组织。 诗人和批评家罗伯特·波利托在2013年接替了巴尔的工作，并在2015年将这一职位转交给了西北大学荣誉主席亨利·比南。 比南担任基金会主席至2020年10月，因基金会关于边缘化艺术家问题而辞职。随后，基金会任命芝加哥市的前文化专员米歇尔·布恩为新一任主席。

### 诗歌基金会大楼
露丝·礼来的部分捐款被用于建造诗歌基金会大楼（诗歌中心），建筑地址位于芝加哥近北区。诗歌中心由约翰·罗南设计，于2011年正式开放。中心包含了一个面向公众的图书馆，设有阅读空间，接待学术和旅游团体，并且为基金会以及《诗刊》杂志提供了办公和编辑场所。

## 项目

### 活动
诗歌基金会组织多种活动，例如诗歌阅读、舞台表演、艺术家合作、展览等。

### 哈里特·梦露诗歌学院
哈里特·梦露诗歌学院是基金会为诗歌讨论提供的一个平台。受邀者多为诗人、学者、教育者，他们可以在此分享有关诗歌创作方法与实践，讨论诗歌对艺术的贡献。

### Poetry Out Loud 朗诵比赛
Poetry Out Loud 朗诵比赛由诗歌基金会和国家艺术基金会于2006年共同创建，其宗旨是希望借助表演与比赛的形式促进公众对诗歌的认识。参赛者为高中学生，比赛形式为公众演讲、文学和诗歌表演。 冠军可以获得2万美元的奖金，亚军为1万美元，季军5千美元。参与者的学校也可以获得奖金。 